# Coccygidium absolutum
Coccygidium absolutum är en stekelart som beskrevs av Chen och Yang 1998. Coccygidium absolutum ingår i släktet Coccygidium och familjen bracksteklar. Inga underarter finns listade i Catalogue of Life.